# Louise Adeline Weitzel
Die Grummler

En deel Leit grummle immerhie,

Sie grumble Daag un Nacht.

Uff Gut’s un Scheen’s in daere Welt

Gewwe sie gar kee Acht.

Im Summer iss es gans zu hees,

Im Winter gans zu kalt;

Die Yunge sin yo gans zu yung,
 
Die Alde gans zu alt.

Wann’s reggert iss der Grund zu nass,
 
Wann’s drucke, zu voll Schtaab;
 
Im Winter sin die Beem zu darr,
 
Im Summer zu voll Laab.

Die schmaerde Leit sin gans zu schmaert,
 
Die dumme gans zu dumm;
 
Die Schtrosse sin aa gans zu graad,
 
Die Leens sin gans zu grumm.

‘S iss alles letz uff daere Welt,
 
‘S macht niemand gaar nix recht;
 
Die Mensche traevle schtarck zu Hell,
 
‘S iss alles lass un schlecht.

So Mensche mache kee Mischteecks,
 
Sie schtehne gans alle;
 
Sie sehne annere Fehler, yuscht
 
Ihr eegne duhn net seh.

-- Louise A. Weitzel
Weitzel, Louise A. ou Louise Adeline Weitzel (1862-1934) nasceu em Green Bay, no estado de Wisconsin no Estados Unidos. Sua família se mudou para Lititz, no estado da Pensilvânia enquanto ainda era jovem.

## Estudos
Louise Adeline Weitzel estudou na escola Sunnyside Kollitsch e no seminário Linden Hall, onde recebeu seu diploma. 

## Vida profissional
Uma vez graduada, Louise Adeline Weitzel construiu sua carreira profissional como editora de jornais regionais que eram publicados no idioma alemão, algo um tanto comum naquela parte de seu país. 

## Vida espiritual
Louise Adeline Weitzel foi adepta da Irmandade Herrnhuter (ou Hernhuter Brüdergemeine, nome original em alemão), um movimento de cristandade reformista com raízes no trabalho protestante de João Huss, da Tchecoslováquia, que precedeu Martinho Lutero por mais de cem anos no confronto aos mais básicos fundamentos da Igreja Católica Apostólica Romana. 

## Escritos
Foi neste meio de comunicação tão popular em sua época, i.e nos jornais regionais em idioma minoritário, que a autora se desenvolveu como escritora e consolidou-se como poetiza, algo notadamente incomum, primeiramene dado o simples fato de ela ter sido mulher, dado o próprio contexto sócio-cultural no qual estava inserida. 
Sua visão de vida (Weltanschuung) foi fortemente influenciada por sua religiosidade. Consequentemente, a valorização do trabalho árduo, a ênfase em um estilo de vida acolhendo a simplicidade, e que sempre perseguia um viver espartano, são preceitos que marcam e que prevalecem em seus poemas. 

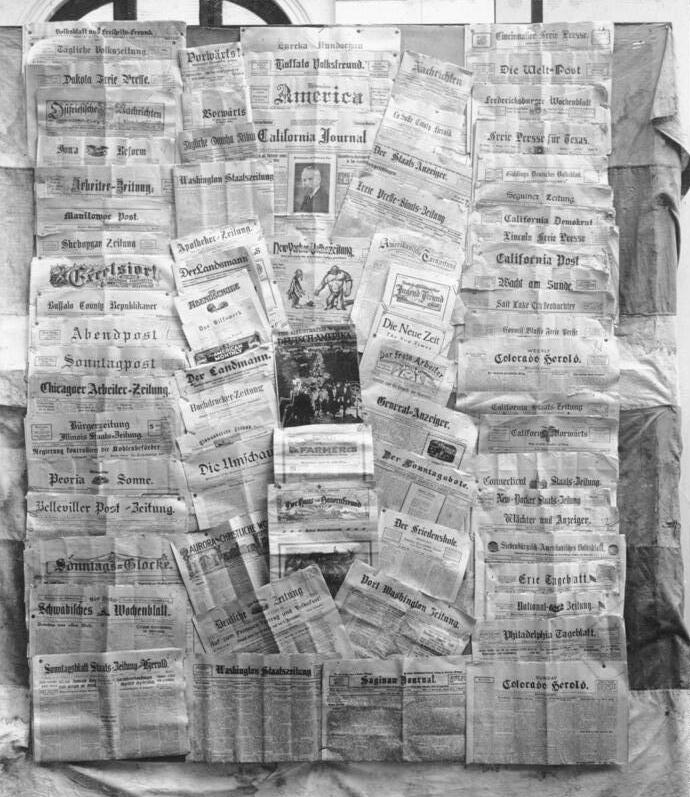
Jornais norte-americanos em língua alemã datados em 1922.

## Poemas
- Bee
- Der Viert Tschulei
- Die Grummler
- Die Sunn scheint aryeds wo
- Mei Nochber hot en Reedio
- Nackich
- Vum Schiesse
- Siggaretts
- S Wedder
- Was meent's
- Wie zuvor
- Wu fehlt's
- Zu schtarrick